# 長野市芸術館
長野市芸術館（ながのしげいじゅつかん）は、長野県長野市にある総合芸術文化施設。2016年5月8日に開館した。

## 概要
設計は槇文彦が手掛けている。2011年3月31日に閉館した長野市民会館の後継施設として位置づけられている。開館当時から長野県出身の作曲家である久石譲が芸術監督を務め、2019年3月に任期満了で退任した。

## 構造
長野市役所第一庁舎との合築となっており、芸術館は地下2階、地上3階建てとなっている。地上1階から3階までの連絡通路を介して往来が可能な構造となっている。

### 施設
- 1階 メインホール1階席（916席）[7]、展示サロン、情報ライブラリー
- 2階 メインホール2階席（376席）[7]
- 3階 アクトスペース（220席）[7]
- 地下1階 ミーティングルーム、音楽練習室1・2、アトリエ、リハーサル室、バンド練習室 1・2・3、演劇練習室 1・2、財団事務局
- 地下2階 リサイタルホール（293席）[7]

## 交通アクセス
- 東日本旅客鉄道・しなの鉄道北しなの線・長野電鉄「長野駅」から徒歩約12分
- 長野電鉄長野線「市役所前駅」から徒歩約3分
- 長野駅善光寺口からアルピコ交通32・33・34・45・48系統、アルピコ交通・長電バス46系統に乗車、「市役所前」下車すぐ
- 上信越自動車道須坂長野東ICから車で約20分・長野ICから車で約30分